# Maria Bergom Larsson

För andra personer med samma namn, se Maria Larsson.  
Elin Anna Maria Bergom Larsson, född 12 november 1942 i Lovö församling, är en svensk författare,  litteraturvetare, lärare och litteraturkritiker.
Bergom Larsson disputerade 1970 på en avhandling om Hjalmar Bergman och har i sin litteratur- och filmkritiska gärning från 1970-talet och framåt ofta fokuserat på sociala förutsättningar, kvinnohistoria, feminism och socialism. Under 1970-talet var hon en av Dagens Nyheters ledande litteraturkritiker, ofta verksam i Bonniers Litterära Magasin och åren 1974–1976 redaktör för tidskriften Ord & Bild. Under 1980-talet var hon starkt engagerad inom fredsrörelsen.
Maria Bergom Larsson är dotter till SAF-direktören Matts Bergom Larsson samt sondotter till borgarrådet Yngve Larsson och Elin Bonnier. Bergom Larsson har två barn i ett upplöst äktenskap med Fredrik Falk.